# Josip Juraj Strossmayer

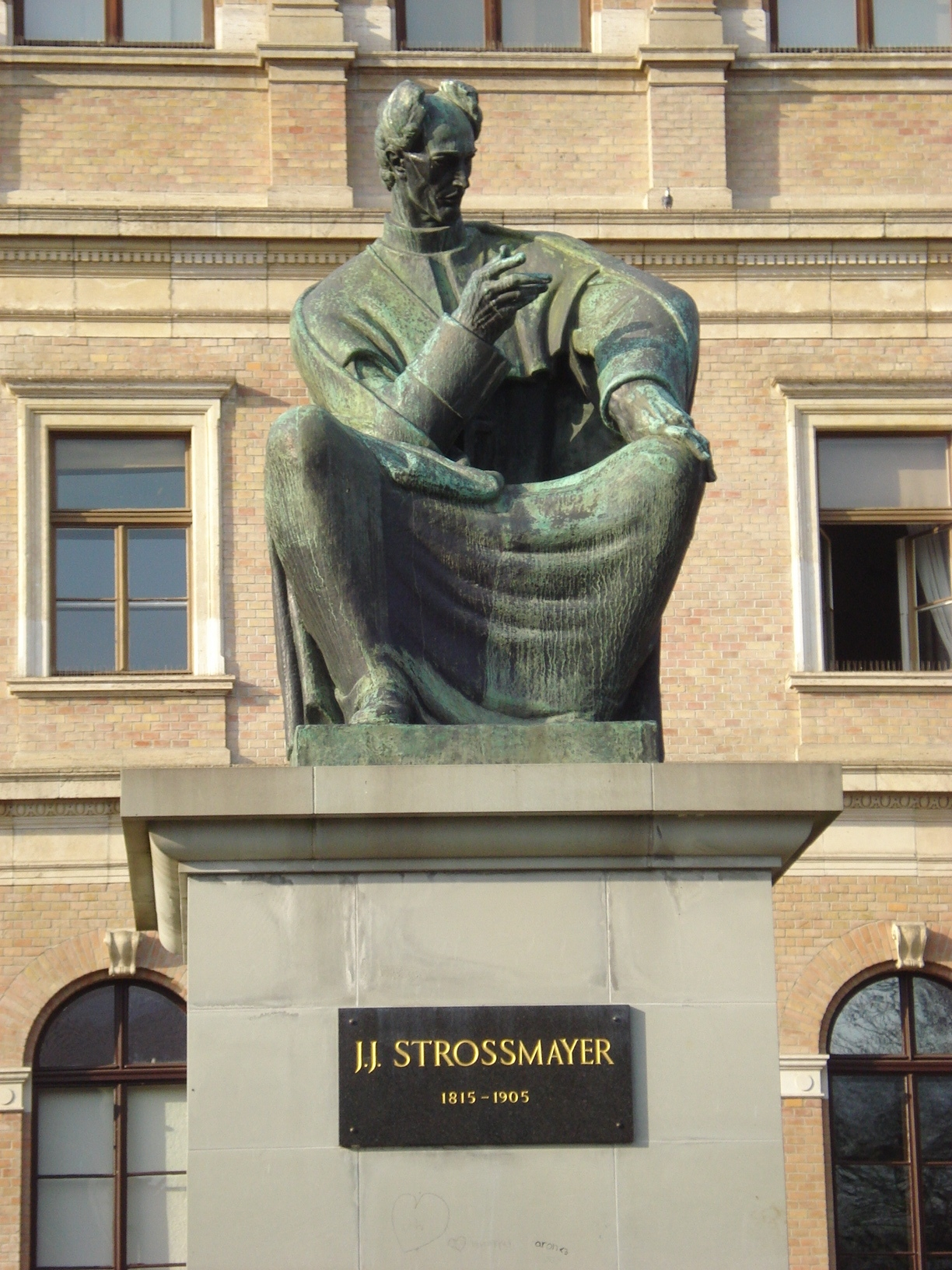
Pomnik Strossmayera w Zagrzebiu

Josip Juraj Strossmayer (ur. 4 lutego 1815 w Osijeku, zm. 8 maja 1905 w Đakovie) – chorwacki polityk i duchowny rzymskokatolicki.

## Działalność na polu politycznym i kulturalnym
Strossmayer był aktywnym działaczem na arenie politycznej Chorwacji. Był jednym z przywódców ruchu narodowego, głoszącego ideę jugoslawizmu. W 1860 r. stanął na czele utworzonej wówczas Partii Narodowej. Wraz ze swym bliskim współpracownikiem Franjem Račkim głosił wówczas potrzebę z jednej strony zbliżenia z Węgrami (lecz na zasadach równorzędności), a z drugiej działań w celu wykształcenia świadomości jugosłowiańskiej wśród Słowian południowych. Program ten nawiązywał w dużej mierze do dawnej idei iliryzmu. Zbliżenie ludów południowosłowiańskich miało się odbywać na trzech płaszczyznach: językowej, kulturalnej oraz religijnej, co miało w przyszłości zaowocować wykształceniem się narodu jugosłowiańskiego. Nawiązał także bliskie kontakty z niektórymi politykami serbskimi.
Ugoda węgiersko-chorwacka z 1868 r. pozostawiająca Chorwacji jedynie niewielką autonomię spowodowała wzrost sympatii Chorwatów dla Strossmayera i jego stronnictwa, co pozwoliło wygrać mu wyboru do saboru. Ówczesne cele Strossmayera to zmiana ustroju dualistycznego Austro-Węgier na federacyjny (co miało poprawić sytuację Chorwacji w ramach monarchii) oraz – jednocześnie – dalekosiężny cel utworzenia państwa jugosłowiańskiego (pierwszym krokiem w tym celu miało być zajęcie Bośni przez Serbię). Ten ostatni element jego programu, choć Strossmayer zrezygnował w nim z całkowitego zjednoczenia etnicznego Słowian południowych, z czasem spowodowały utratę poparcia przez niego w społeczeństwie chorwackim, coraz silniej nastawionym konfrontacyjnie wobec Serbów.
W 1873 r. zniechęcony niewielkim rozmiarem ustępstw Węgier podczas renegocjacji ugody Strossmayer ustąpił z kierownictwa Partii Narodowej i wycofał się z polityki. Partia przeszła na stanowiska prowęgierskie, a do idei Strossmayera powróciła grupa działaczy, która w 1880 r. powołała Niezależną Partię Narodową.
Do niewątpliwych sukcesów Strossmayera można zaliczyć otwarcie w 1866 r. Jugosłowiańskiej Akademii Nauk i Sztuk Pięknych w Zagrzebiu (Strossmayer starał się o to od 1860 r., przeznaczył także na to własne fundusze). Akademia była częścią planu Strossmayera jednoczenia Słowian południowych – miała się stać wspólną instytucją kulturalną ich wszystkich. Pierwszym prezesem wybrano historyka i bliskiego współpracownika Strossmayera, Franjo Račkiego, natomiast sam biskup został oficjalnym protektorem Akademii. Z kolei w 1874 r. dzięki staraniom Strossmayera otwarto uniwersytet w Zagrzebiu. Oprócz tego Strossmayer wspierał (także finansowo) liczne wydawnictwa kulturalne i naukowe.

## Działalność na polu religijnym
W 1849 r. został biskupem Đakova. Chciał doprowadzić do ponownej unii Kościoła katolickiego i Cerkwi prawosławnej, starał się m.in. o wprowadzenie liturgii starosłowiańskiej do kościołów katolickich w Chorwacji (co miało służyć ujednoliceniu religijnemu Słowian południowych i ich zbliżeniu). Był głównym patronem wielkiej pielgrzymki Słowian do Rzymu w 1880 r., która miała wpisywać się w wieloletnie, kościelne uroczystości tysięcznej rocznicy misji świętych Cyryla i Metodego do Słowian.
Na soborze watykańskim I opowiedział się przeciwko ultramontanizmowi i ogłoszeniu dogmatu o nieomylności papieża.

## Tytuły
W 1882 roku został uhonorowany tytułem honorowego obywatela Lublany.